# Famille de Perrigny (Bourgogne)
Pour les articles homonymes, voir Perrigny.
La famille de Perrigny est une famille éteinte de petits seigneurs bourguignons ayant dominé quelques fiefs des environs de Dijon, dont Arceau, Arcelot et Perrigny, entre le XIIIe et le XVe siècle. Elle a pour origine l’actuel village de Perrigny-lès-Dijon.

## Histoire

### Origines
Le fief de Perrigny (aujourd'hui Perrigny-lès-Dijon), proche de Dijon, a donné son nom à une famille de petits seigneurs bourguignons signalée aux XIVe et XVe siècles. Pourtant, cette famille s’est surtout établie dans la région des vallées de la Bèze et de la Tille, à plus d'une vingtaine de kilomètres du village éponyme. La première apparition du patronyme de Perrigny remonte au XIIe siècle. Les archives de l’abbaye Saint-Étienne de Dijon, dont dépendait la chapelle patrinienne, évoque un certain Guy de Perrigny (« Mauricium fratrem Guidonis de Patriniaco ») entre 1125 et 1157. Quant au plus ancien seigneur bourguignon « connu » portant ce nom, il s’agit de Regnaud de Perrigny. Il est cité dans une lettre de convention pour une fondation du seigneur de Bâgé (octobre 1289). Cependant, cette dernière seigneurie étant située en Bresse, il peut aussi s’agir d’un chevalier originaire d’un autre Perrigny (sans doute Perrigny dans le Jura, en Comté de Bourgogne). C’est qu’en effet, les villages portant ce toponyme de Perrigny sont nombreux, ce qui est source d’incertitudes. Il existe ainsi plusieurs autres personnalités bourguignonnes portant également ce patronyme.
En octobre 1311, une dame Eudes (ou Aude ?) de Perrigny, héritière de Ponce de Blaisy, signe une procuration en présence d'un témoin, le "damoiseau" Guiot de Perrigny, sans doute son fils. Ce dernier sera avec certitude seigneur de Perrigny : nous retrouvons donc ici plus d'assurance quant au lien entre cette dame et le village patrinien. Peut-être même Eudes (Aude) de Perrigny est-elle Adeline, fille de feu Eudes de Domois, déjà connue en 1276 comme possédant Perrigny et Domois ? Un écrit de 1316 évoque encore une dame "Elvis" de Perrigny, nièce de Jean d'Arceau, chanoine de Langres, qui posséderait la moitié de la maison forte de Fouchanges.
Au début du XIVe siècle, Guiot (ou Guy) de Perrigny, ("Guioz de Parrigney"), écuyer, est donc seigneur de Perrigny mais aussi de Beire. Il achète également des terres à Is-sur-Tille et à Échevannes. Marié à Jeanne d'Éguilly, il est le père de Jean de Perrigny. Il meurt en 1339 et est inhumé en l'église d'Arceau.

### Chevauchées ducales

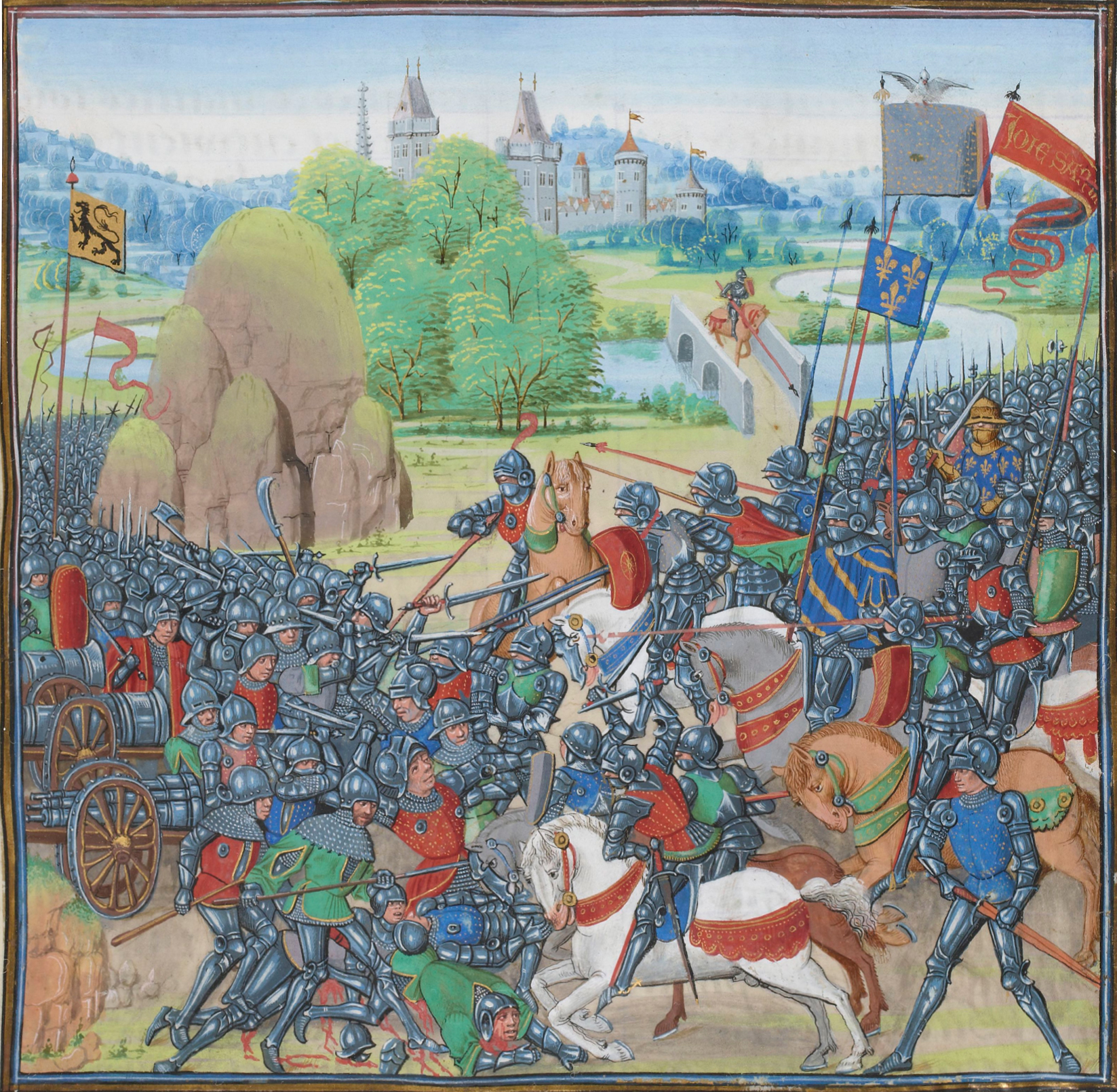
La Bataille de Roosebeke (1382)

Les seigneurs de Perrigny participent aux chevauchées ducales. On retrouve Jean de Perrigny, mais aussi Guillaume de Perrigny (un parent ?), lors d'une revue (1372). En 1382, Jean de Perrigny et son fils Girard, "écuyer bachelier", accompagnent leur suzerain, Guillaume de Vergy, seigneur de Mirebeau (Mirebel), avec plusieurs écuyers ainsi que cinquante à soixante arbalètriers à cheval commandés par le capitaine Antoine Comte, dans l'expédition de Flandres. Sous le commandement de Guy de Pontailler, maréchal de Bourgogne, ils répondent ainsi au mandement lancé depuis Compiègne par le duc de Bourgogne, Philippe le Hardi. Il s'agit d'aider le jeune roi Charles VI et le comte de Flandres, Louis de Male, dans la répression des rebelles de la province menés par Philippe van Artevelde. C'est alors la victoire à la bataille de Roosebeke ; elle renforce le prestige du duc bourguigon. À l'été 1383, Jean de Perrigny fait à nouveau partie des chevaliers qui accompagnent le duc dans sa chevauchée auprès du roi de France contre le souverain anglais, toujours dans les Flandres. Girard de Perrigny, devenu chevalier, participe à la revue précédant le départ en Brabant organisée par La Trémouille en 1387.
Au début du siècle suivant, plusieurs "montres", ou rassemblements de chevaliers et écuyers aux ordres du maréchal de Bourgogne, signalent aussi un écuyer (et non plus un chevalier) du nom de Jean de Perrigny : à Châtillon (1414), à Beauvais (1417), à Nogent (1418)... Il s'agit probablement d'un parent (?) du précédent Jean, le chevalier seigneur de Perrigny. En 1429, au château de Larrey, près de Châtillon-sur-Seine, un rassemblement des hommes d'armes de Monsieur de la Tille réunit ce Jean de Perrigny et Jean de Chandio, second mari de Jeanne de Bauffremont et tuteur des derniers Perrigny.

## Personnalités

### Jean de Perrigny
La principale personnalité de cette famille est Jean de Perrigny. Il est attesté, d'après les archives laissées, qu’il domine Perrigny-lès-Dijon (alors appelé Perrigny-en-Montagne) durant la seconde moitié du XIVe siècle. On trouve quelques dénombrements évoquant le village et la maison forte du lieu : 1366, 1372, 1387... On trouve aussi de nombreuses quittances des 60 sols (soient 3 francs) reçus sur la prévôté de Nuits pour un fief qui est alors acensé : 1374, 1378, 1388… Tous ces actes portent un sceau avec le blason des Perrigny, à savoir "portant une fasce de sable avec trois annelets en chef". La "cherche de feux" du 24 juin 1372 précise que le village de Perrigny abrite une maison forte et que les villageois sont tous "taillables à volonté" et "mainmortables". Celle de 1387 donne le nombre de 22 feux. Sur ce domaine patrinien, le seigneur dispose des droits de haute, moyenne et basse justice.
Jean de Perrigny possède aussi des terres héritées de ses parents : une partie d'Is-sur-Tille, Échevannes, Villey, Mailly, Spoy… Le 14 août 1359, il cède par amodiation de trois ans ces derniers domaines à Jean de Saulx, châtelain d'Is, pour la somme de 60 florins. Il a encore quelques droits sur des « taillables » à Selongey et à Foncegrive ; il domine le village d’Orgeux. Jean de Perrigny est aussi seigneur, depuis 1353, d'une partie de Fouchanges (l'autre partie, avec la haute justice, revenant au duc de Bourgogne lui-même). Il succède sur ce lieu (d'un total de 28 feux en 1387) à Robert, seigneur de Châtillon-en-Bazois (bien que des Perrigny avaient déjà eu des droits sur Fouchanges en 1316). Il est également seigneur d'Arceau, village de 37 feux, tous taillables à volonté. Ce dernier fief étant dans la mouvance de Mirebeau, Jean de Perrigny est donc vassal de Guillaume de Vergy, seigneur du lieu.
Marié à Marie Dortoillon (ou d'Artoillon), on lui connaît au moins deux fils légitimes : Girard et Thomas, qui lui succédera. À la même époque, Hugues (ou Huguenin) de Perrigny, peut-être un parent de Jean (?), demeurant à Arcelot, a lui aussi un fils du même prénom, Thomas.

### Ses fils Thomas et Girard
Au début du XVe siècle, Thomas de Perrigny, autre fils du chevalier Jean de Perrigny, seigneur d'Arceau (depuis au moins 1396) et de Perrigny, épouse Jeanne de Bauffremont, fille du chambellan du duc de Bourgogne, Henri de Bauffremont, et de Jeanne de Vergy (elle-même fille de feu Guillaume de Vergy, l'ancien suzerain de Mirebeau). Ils ont au moins trois enfants : Agnès, Pierre et Catherine (dont on perd la trace après 1421). Jeanne, femme de Thomas, est la sœur de Jean de Bauffremont, qui héritera de Mirebeau par sa mère, et du célèbre Pierre de Bauffremont. Elle conserve tout de même certains domaines familiaux en son nom propre. Thomas de Perrigny règle les héritages de ses demi-frères bâtards. Il vend ensuite Orgeux à Guillaume Poinsot, seigneur d'Éguilly (28 juillet 1407).
Au décès de son mari, Jeanne de Bauffremont devient bailliste de ses enfants. Elle défend ainsi le reste de leurs droits, notamment sur Orgeux. Elle se remarie ensuite à Jean de Champdion, ou Chandio (il signe "Chandeo"), seigneur d'Arcelot. Celui-ci devient de fait le tuteur des enfants de feu Thomas de Perrigny. Il a également un fils avec Jeanne de Bauffremont : Pierre de Chandio.
Quant au chevalier Girard de Perrigny, autre fils de Jean (et frère de Thomas), on le retrouve seigneur de la partie de Fouchanges ne relevant pas du duc de Bourgogne. Il est également possessionné à Boncourt du fait de son mariage en 1393. Après son décès, sa veuve, Jeanne de Domecy, remariée à Jean de Salins, sera douairière des domaines de feu son époux.

### Pierre et Agnès, les derniers Perrigny

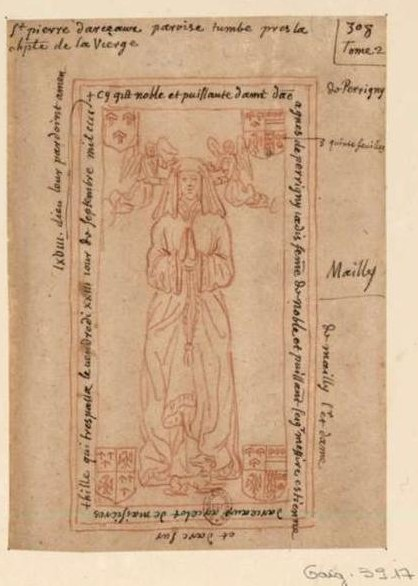
Reproduction de la pierre tombale d'Agnès de Perrigny, morte en 1468 (église d'Arceau)

Par un acte en date du 11 septembre 1432, Pierre et Agnès de Perrigny, enfants de Thomas de Perrigny et de Jeanne de Bauffremont, échangent avec leur oncle, Jean de Bauffremont, seigneur de Mirebeau et de Bourbonne, la terre de Perrigny contre celle de Boux, près de Sombernon. Pierre de Perrigny, "débile de son sens", venait de passer de la curatelle de son oncle (après la tutelle de son beau-père) à celle de son beau-frère, Étienne de Mailly,. Il meurt la même année, à l'âge de 12 ans, et est donc le dernier représentant mâle de cette famille de Perrigny (1432).
Quant à Agnès, femme d'Étienne de Mailly (ou Mailley), devenu seigneur d'Arceau et d'Arcelot, elle possède encore quelques domaines dans la même région au milieu du siècle. Vers 1450, elle est ainsi en procès au sujet de ses terres à Arc-sur-Tille. Elle décède le 23 septembre 1468 et est inhumée en l'église Saint-Pierre d'Arceau. Ses armoiries portaient les "trois annelets en chef" typiques des Perrigny, accompagnés des armes des Mailly (son époux), des Bauffremont et des Vergy (ses grands-parents). Avec elle, disparaît la dernière représentante de cette première famille de Perrigny.